# Agritubel-Loudun 2005
Questa voce raccoglie le informazioni riguardanti l'Agritubel nelle competizioni ufficiali della stagione 2005.

## Stagione
La squadra ciclistica francese partecipò alle gare dell'circuiti continentali UCI e ad alcuni degli eventi del UCI ProTour 2005 grazie alle wild-card.

## Organico

### Staff tecnico
TM=Team Manager; DS=Direttore Sportivo.
|  | Naz.               | Ruolo | Sportivo        |  |  |  |
|  | ------------------ | ----- | --------------- |  |  |  |
|  | Francia (bandiera) | GM    | David Fornès    |  |  |  |
|  | Francia (bandiera) | DS    | Denis Leproux   |  |  |  |
|  | Francia (bandiera) | DS    | Emmanuel Hubert |  |  |  |

### Rosa
|  | Naz.                 |  | Sportivo                       | Anno |  |  |
|  | -------------------- |  | ------------------------------ | ---- |  |  |
|  | Francia (bandiera)   |  | Christophe Agnolutto           | 1969 |  |  |
|  | Lituania (bandiera)  |  | Linus Balčiūnas                | 1978 |  |  |
|  | Lituania (bandiera)  |  | Aivaras Baranauskas            | 1980 |  |  |
|  | Francia (bandiera)   |  | Émilien-Benoît Bergès          | 1983 |  |  |
|  | Francia (bandiera)   |  | Florent Brard                  | 1976 |  |  |
|  | Francia (bandiera)   |  | Mickaël Buffaz                 | 1979 |  |  |
|  | Francia (bandiera)   |  | Gilles Canouet                 | 1976 |  |  |
|  | Francia (bandiera)   |  | Romain Chollet                 | 1983 |  |  |
|  | Francia (bandiera)   |  | Cédric Coutouly                | 1980 |  |  |
|  | Francia (bandiera)   |  | Nicolas Crosbie                | 1980 |  |  |
|  | Francia (bandiera)   |  | Romain Feillu                  | 1984 |  |  |
|  | Francia (bandiera)   |  | Alexandre Girout               | 1982 |  |  |
|  | Australia (bandiera) |  | Benjamin Johnson               | 1983 |  |  |
|  | Francia (bandiera)   |  | Christophe Laurent             | 1977 |  |  |
|  | Spagna (bandiera)    |  | José Alberto Martínez Trinidad | 1975 |  |  |
|  | Francia (bandiera)   |  | Lénaïc Olivier                 | 1977 |  |  |
|  | Francia (bandiera)   |  | Denis Robin                    | 1979 |  |  |
|  | Lituania (bandiera)  |  | Saulius Ruškys                 | 1974 |  |  |
|  | Francia (bandiera)   |  | Benoît Salmon                  | 1984 |  |  |
|  | Francia (bandiera)   |  | Marc Staelen                   | 1981 |  |  |

## Palmarès

### Corse a tappe
- Tour du Poitou-Charentes et de la Vienne

1ª tappa (Christophe Agnolutto)
4ª tappa (Linas Balčiūnas)
- Circuit de la Sarthe

3ª tappa, parte b (Florent Brard)
- Circuit de Lorraine

4ª tappa (Saulius Ruškys)

### Corse in linea
- Les Monts Luberon (Florent Brard)
- Paris-Troyes (Florent Brard)
- La Roue Tourangelle (Gilles Canouet)
- Classique Loire-Atlantique (José Alberto Martínez Trinidad)

## Classifiche UCI

### UCI Europe Tour
Individuale
Piazzamenti dei corridori dell'Agritubel nella classifica dell'UCI Europe Tour 2005.
| Pos. | Ciclista        | Punti |
| ---- | --------------- | ----- |
| 69   | Linas Balčiūnas | 164   |
| 99   | Florent Brard   | 133   |

Squadra
L'Agritubel chiuse in sedicesima posizione con 799 punti.